# Cérvol mesquer de muntanya
El cérvol mesquer de muntanya (Moschus chrysogaster) és una espècie de cérvol mesquer. Viu als altiplans del centre de la Xina, cap al sud i a l'oest vers l'Himàlaia. Se'n reconeixen dues subespècies:
- M. c. chrysogaster, del sud del Tibet.
- M. c. sifanicus, de Qinghai, Gansu, Ningxia, l'oest de Sichuan i el nord-oest de Yunnan.

Les poblacions de les faldes de l'Himàlaia són considerades actualment una espècie diferent, el cérvol mesquer de ventre blanc.